# Obsjtina Belene
Obsjtina Belene (bulgariska: Община Белене) är en kommun i Bulgarien.   Den ligger i regionen Pleven, i den centrala delen av landet, 180 km nordost om huvudstaden Sofia. Antalet invånare är 10 039. Arean är 285 kvadratkilometer.
Terrängen i Obsjtina Belene är platt norrut, men söderut är den kuperad.
Obsjtina Belene delas in i:
- Bjala voda
- Dekov
- Kulina voda
- Petokladentsi
- Tatari

Följande samhällen finns i Obsjtina Belene:
- Belene

Trakten runt Obsjtina Belene består till största delen av jordbruksmark. Runt Obsjtina Belene är det ganska glesbefolkat, med 38 invånare per kvadratkilometer.